# Muroran
Muroran (japonsky 室蘭市) je město v podprefektuře Iburi v Japonsku. K roku 2018 v něm žilo přes 85 tisíc obyvatel.

## Poloha a doprava
Muroran leží na jižním okraji ostrova Hokkaidó na pobřeží Tichého oceánu. Patří do podprefektury Iburi prefektury Hokkaidó. Pozemní hranici má na severovýchodě s Noboribecu a na severozápadě s Date.
Na území města je pět železničních stanic. Hlavní tratí je železniční trať Ošamambe – Iwamizawa vedoucí v tomto úseku zhruba podél pobřeží subprefektury Ibari.

## Dějiny
Jako město vznikl Muroran 1. srpna 1922.

### Rodáci
- Júdži Kišioku (* 1954), fotbalista
- Micugu Nomura (* 1956), fotbalista
- Manabu Horii (* 1972), rychlobruslař
- Nacumi Abe (* 1981), zpěvačka